# Спирли, Антонино
Антонино Спирли (итал. Antonino Spirlì), также известный как Нино Спирли (итал. Nino Spirlì; род. 13 июля 1961, Таурианова) — итальянский журналист и политик, временно исполняющий обязанности губернатора Калабрии (2020—2021).

## Биография
Занимался журналистикой, редактировал бумажные издания, являлся автором телевизонной программы La Fattoria и мини-сериала Ни с тобой, ни без тебя. С 2005 по 2012 год занимался телевизионной рекламой в компании Publitalia 80, но также выступал актёром и режиссёром в различных театральных проектах. Сотрудничал в газетах «Il Giornale» и «il Corriere della Calabria», с 2013 года ведёт блог в интернет-издании IlGiornale.it под рубрикой I pensieri di una vecchia checca (Мысли старой извращенки).
Ранее состоял в партиях «Вперёд, Италия» и «Братья Италии», впоследствии стал играть видную роль в калабрийском отделении Лиги Севера. Принципиально настаивает на использовании неполиткорректных слов — таких как «негр», а также «frocio» и «ricchione», которые в современном итальянском языке относятся к гомофобной лексике. Известен высказываниями с осуждением «гомосексуального лобби».
Победившая 26 января 2020 года на региональных выборах в Калабрии Йоле Сантелли назначила Спирли вице-губернатором, а также асессором по культуре.
15 октября 2020 года ввиду смерти Сантелли автоматически стал временно исполняющим обязанности главы региональной администрации.
22 июня 2021 года в Ламеция-Терме Спирли официально представлен в качестве кандидата правоцентристской коалиции на должность вице-губернатора (кандидатом в губернаторы стал лидер фракции партии «Вперёд, Италия» в Палате депутатов Роберто Оккьюто, заручившийся поддержкой Маттео Сальвини и Джорджи Мелони).
3 и 4 октября 2021 года в Калабрии состоялись региональные выборы, на которых Спирли не баллотировался, а победителем в первом туре стал кандидат партии Вперёд, Италия Роберто Оккьюто.
19 октября на фоне конфликта Оккьюто с Лигой Севера, вызванного негативным влиянием Спирли на популярность своей партии и её союзников в регионе, вопрос о назначении Спирли вице-губернатором был снят с повестки дня, хотя возможность такого шага обсуждалась в ходе переговоров с личным участием Маттео Сальвини.
29 октября 2021 года Оккьюто официально вступил в должность губернатора Калабрии.
8 ноября была сформирована новая администрация, в которой Спирли не получил никакого назначения, представителю Лиги Севера предоставлено председательство в региональном совете, а вице-президентом назначен Джузи Принчи (Giusy Princi).